# Radomír Malý
Radomir Malý (ur. 4 czerwca 1947 w Kromierzyżu) – czeski historyk, dziennikarz, polityk, dr filozofii, wykładowca Historii Kościoła i Patrystyki na Wydziale Teologicznym Uniwersytetu w Czeskich Budziejowicach, tłumacz języka polskiego. W czasach komunizmu (prawie przez cały okres jego trwania) pisał pod pseudonimem Karel Bor.

## Życiorys
Radomir Malý ukończył studia na wydziale Sztuk Pięknych, dzisiejszym Uniwersytecie Masaryka. Następnie pracował jako historyk w Muzeum w Kromierzyżu, z którego został zwolniony ze względów politycznych. Działał w podziemnym wydawnictwie Samizdat i stał się sygnatariuszem Karty 77. Przez komunistów nazywany był “religijnym fanatykiem”. Za swoją działalność był prześladowany przez StB. Po aksamitnej rewolucji był w Brnie zastępcą redaktora gazety Ludowa Demokracja, a między 1993 a 1994 redaktorem tygodnika Chrześcijańskie światło. Od 1994 jest wykładowcą na Wydziale Teologicznym Uniwersytetu w Budziejowicach. W 2004 bezskutecznie kandydował do czeskiego Senatu z listy Narodowego Zjednoczenia z okręgu Brno-prowincja. W drugiej połowie lat 90 rozpoczął współpracę z polskim Radiem Maryja i Telewizją Trwam, na antenie których kilkukrotnie uczestniczył w Rozmowach niedokończonych. Od 2006 współpracuje z wydawanym w Czechach dwumiesięcznikiem katolickim Te Deum.

## Dorobek twórczy
Radomír Malý jest autorem szeregu artykułów i publikacji, m.in. na temat masonerii, lewicy i walki z Kościołem. Jest znawcą działalności politycznej i poglądów Tomáša Masaryka, z którymi często się utożsamia oraz powołuje w swoich publikacjach.
W Polsce jego artykuły publikuje katolicki tygodnik Niedziela, dwumiesięcznik Christianitas oraz Nasz Dziennik, natomiast książki wydaje Fundacja Nasza Przyszłość i Wydawnictwo św. Tomasza z Akwinu.
Wielką popularnością cieszyła się w środowiskach chrześcijańskich w Czechach przetłumaczona przez niego książka prof. Jerzego Roberta Nowaka pt."Kościół a rewolucja francuska".

## Wybrane publikacje
- Historia Kościoła, str. 283, opr. Matrix cyrilometodějská Olomouc 2001, ISBN 80-7266-083-7
- Alfred Fuchs: człowiek o podwójnej konwersji, red. Ścieżka Brno 1990, str. 51, ISBN 80-900087-4-7
- Humanizm czy satanizm?, Historia wolnomularstwa, str. 83, opr. Clown Brno 1997
- Religijność, czeski dramat narodowy, str. 148, opr. Michael SA Frydek-Mistek 2003, ISBN 80-239-9993-1
- Frantisek Susil, obrońca Kościoła i ojczyzny, str. 82, opr. Orel Brno 2004, ISBN 80-85010-65-8
- Czy wolno bronić inkwizycji?, Str. 73, opr. Michael SA Frydek-Mistek, ISBN 978-80-254-1299-2
- Świadectwo wiary w oświeceniu, Klemens Maria Hofbauer, opr. Orel Brno 2006
- Przeciwko człowiekowi, rodzinie i Bogu. Liberalizm, lewica, relatywizm, masoneria, 2008